# آد لوجیک
آد لوجیک (به انگلیسی: Odd Logic) یک گروه موسیقی آمریکایی در سبک پراگرسیو متال می‌باشد. این گروه در سال ۲۰۰۳ در Washington تأسیس شد و تا به حال ۸ آلبوم منتشر کرده است.

## اعضای گروه
- Sean Thompson -(خواننده-گیتار-کیبورد)
- Mike lee -(گیتار بیس-خواننده)
- Pete Hanson -(درامز)

- Stephen Pierce - (گیتار-کیبرد)

## آلبوم‌ها
- (۲۰۰۴) Parallax Panorama
- (۲۰۰۶) Legends of Monta: Part I
- (۲۰۰۹) Legends of Monta: Part II
- (۲۰۱۱) Over the Underworld
- (۲۰۱۳) If We Were Live
- (۲۰۱۶) Penny for Your Thoughts
- (۲۰۱۷) Effigy
- (۲۰۱۹) Last Watch of the Nightingale